# Ров (река)
Ров (укр. Рів) — река на Украине, протекает по территории Виньковецкого района Хмельницкой области, Барского и Жмеринского районов Винницкой области. Правый приток Южного Буга (бассейн Чёрного моря).
Длина реки — 100 км, площадь бассейна — 1162 км², ширина русла — 5—20 м. Пойма во многих местах заболочена. На реке сооружено несколько прудов.
Ров берёт начало севернее села Слободка-Охримовецкая. По территории Жмеринского района река протекает с запада на восток, разделяя район на северную и южную части. Впадает в Южный Буг в северной части села Могилёвка, что к западу от города Гнивань.
Основные притоки: Иванчанка, Думка, Ровок (левые).
На реке расположен город Бар, а также сёла и посёлки Мельники, Токаревка, Чернятин, Севериновка, Межиров, Ров, Тартак, Сёмаки, Браилов, Демидовка, Могилёвка.

## История
Населённые пункты вдоль реки Ров относятся к району древнего поселения людей. При раскопках древних поселений в районе села Межиров находили орудия труда людей каменного века: рубила, скребки и другие. В дельте притока Рва, реки Думка, располагается село Межиров — бывший районный центр, а ныне небольшое вымирающее село. Только древние архитектурные сооружения напоминают о его славе. Название Межиров происходит от расположения его между Рвом и Думкой.
Возле посёлка городского типа Браилов в Ров впадает река Брага, которая дала название поселению Браилов. В долине реки образовано девять прудов, которые делают её полноводнее. Ров с древних времен испытывает большую антропогенную нагрузку, его загрязняют стоки Мартыновского спиртзавода, Браиловского сахарного завода. Русло реки в верхнем течении проходит в известняках, отложениях Сарматского моря. Известняки встречаются на участке Тартак — Семаки, дальше русло идет в граните — выходе украинского гранитного щита. Это хорошо видно у Браиловского сахарного завода — здесь на реке есть гранитные пороги. Известняк и гранит используются для строительства, поэтому здесь можно увидеть много карьеров.
По берегам реки сохранились памятники природы — парки усадебного типа с редкими деревьями: Чернятинский, Севериновский, Браиловский. К югу от села Севериновка на водоразделе Рва и Мурафы есть урочище «Севериновская дубрава», где сохранились 9 вековых дубов в возрасте 300 лет. Это бывшая дача Северина Орловского. Здесь до недавнего времени возле дубов был дом, в котором жил лесник, с фруктовым садом и колодцем.
С рекой Ров связано имя выдающегося русского композитора Петра Чайковского, который жил в Браилове и Семаках в имении графини фон Мекк.